# 穆拉特勒
穆拉特勒是土耳其的城鎮，由泰基爾達省負責管轄，位於該國西北部，距離首府泰基爾達24公里，面積407平方公里，海拔高度92米，2010年人口19,215。
41°10′22″N 27°29′48″E / 41.17284°N 27.49672°E